# Lactol

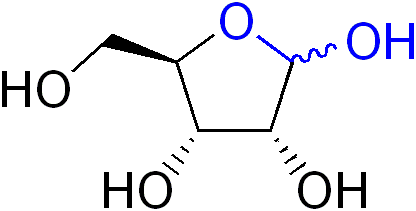
De functionele lactolgroep, blauwgekleurd, komt voor in vele suikers zoals de hier getoonde ribose.

Een lactol is een stabiel, cyclisch hemiacetaal. Een intramoleculaire OH-groep reageert door een nucleofiele additie met een carbonylgroep van een aldehyde of een keton onder vorming van een lactol. Lactolvorming komt vooral voor bij aldosesuikers.

## Evenwichtsreactie
Een lactol komt vaak voor in een evenwichtsreactie met het hydroxyaldehyde. Het chemisch evenwicht is afhankelijk van de ringgrootte en andere chemische structuureffecten.
In waterige oplossingen van monosachariden is de cyclische vorm stabieler dan de open, hemiacetale vorm.  Bij het fructose-analogon 4-hydroxybutanal komt 11,4 % in de open  en 88,6 % in de furanose (vijfring) vorm voor. Bij druivensuiker komt  99,9974 % pyranose (zesring) voor, terwijl het analogon 5-hydroxypentanal voor 6,1 % in de open- en 93,9 % in de gesloten, hemiacetale, vorm voorkomt.

## Chemische reacties
Lactolen kunnen betrokken zijn bij verschillende chemische reacties , zoals:
- Oxidatie, waarbij lactonen (cyclische esters) gevormd worden.
- Reductie, waarbij cyclische ethers gevormd worden.
- Reactie met alcoholen, waarbij acetalen gevormd worden.
  - Reactie van suikers met alcoholen of andere nucleofiele stoffen, waarbij glycosiden gevormd worden.